# Красногорск (городской округ)
Городско́й о́круг Красного́рск — муниципальное образование на северо-западе Московской области России.
В рамках административно-территориального устройства ему соответствует город областного подчинения Красногорск с административной территорией.
Административный центр — город Красногорск.

## География
Площадь городского округа составляет 226,54 км².
Граничит с городскими округами Московской области: на юге — Одинцовским, на западе — Истра, на севере — Химки. На востоке проходит граница с городом Москвой, в частности, с её районами Куркино, Северное Тушино, Митино, Строгино, Кунцево.
Основные реки — Москва, Истра. Также протекают реки Курица, Банька, Синичка и другие.

## История
В ходе реализации Федерального закона «Об общих принципах организации местного самоуправления в Российской Федерации» (№ 131-ФЗ от 6 октября 2003 года) в Московской области были созданы муниципальные образования. После упразднения Красногорского муниципального района Законом Московской области от 28 декабря 2016 года все его поселения к 9 января 2017 года были объединены в новое единое муниципальное образование городской округ Красногорск.
Законом Московской области от 7 апреля 2017 года административно-территориальная единица Красногорский район была упразднена и к 23 апреля 2017 года преобразована в город областного подчинения Красногорск с административной территорией.
Законом Московской области от 1 ноября 2022 года в городской округ Красногорск из Одинцовского городского округа к 1 января 2023 года передана территория в Мякининской пойме (примыкающая к Москве в углу МКАДа и Новорижского шоссе) площадью 3,15 км², административно до этого являвшаяся частью деревни Раздоры, с находящимся на ней жилым комплексом «Спутник» и парком «Липовая роща».
Красногорск — является одним из наиболее динамично развивающихся городов России. В рейтинге устойчивого развития городов России составляемом на основе 32 статистических показателей агентством SGM по методике McKinsey, Ernst&Young и др. по итогам 2015 года Красногорск занимает 12-е место среди 179-ти крупных городов страны сразу за Тюменью, Сургутом, Москвой, Краснодаром, Пермью, Санкт-Петербургом, Екатеринбургом, Казанью, Нижневартовском, Нефтеюганском и Курском.

## Население
| 2018    | 2019     | 2020     | 2021     | 2023     | 2024     |
| ------- | -------- | -------- | -------- | -------- | -------- |
| 245 925 | ↗263 143 | ↗270 504 | ↗316 194 | ↗324 754 | ↗335 991 |

На территории муниципального образования осуществляется масштабное жилищное строительство, с этим связан приток жителей из других субъектов федерации (в том числе из Москвы). В новом микрорайоне «Павшинская пойма», построенном на месте бывших сельскохозяйственных угодий, проживает около 150 тыс. жителей После сноса всесезонного горнолыжного комплекса Снежком микрорайон остро испытывает нехватку инфраструктурных спортивных объектов. В 2008 году началось строительство нового жилого комплекса «Спасский мост», в 2010 году — микрорайона «Изумрудные холмы» с площадью жилья около 800 тыс. м³.
Большая часть жителей новых микрорайонов в настоящий момент в силу разных причин ещё не отражена в официальной статистике и будет учитываться только с момента проведения переписи населения в 2020 году. После объединения в городской округ Красногорск строительные и жилищно-коммунальные подразделения администрации округа дали экспертную оценку количества квадратных метров заселенной жилой площади, из которой следует, что в городском округе Красногорск постоянно проживает 317 тыс. человек.

### Урбанизация
Городское население (город Красногорск и рабочий посёлок Нахабино) составляет 73,98 % от всего населения округа.

### Национальный состав
По итогам переписи населения 2020 года проживали следующие национальности (национальности менее 0,1 % и другое, см. в сноске к строке «Другие»):
| Национальность | Численность, чел. | Доля     |
| -------------- | ----------------- | -------- |
| Русские        | 198 923           | 62,91 %  |
| Украинцы       | 2073              | 0,66 %   |
| Армяне         | 1973              | 0,62 %   |
| Татары         | 1723              | 0,54 %   |
| Узбеки         | 651               | 0,21 %   |
| Белорусы       | 648               | 0,20 %   |
| Киргизы        | 587               | 0,19 %   |
| Таджики        | 576               | 0,18 %   |
| Азербайджанцы  | 573               | 0,18 %   |
| Чуваши         | 475               | 0,15 %   |
| Молдаване      | 416               | 0,13 %   |
| Башкиры        | 365               | 0,12 %   |
| Другие         | 107 211           | 33,91 %  |
| Итого          | 316 194           | 100,00 % |

## Населённые пункты
В городском округе 37 населённых пунктов, в том числе 5 городских — 1 город и 4 посёлка городского типа — и 32 сельских (из них 7 посёлков, 5 сёл и 19 деревень).
| №  | Населённый пункт                  | Тип                     | Население |
| -- | --------------------------------- | ----------------------- | --------- |
| 1  | Красногорск                       | город                   | ↗193 127  |
| 2  | Нахабино                          | посёлок городского типа | ↗55 448   |
| 3  | Александровка                     | деревня                 | ↘199      |
| 4  | Ангелово                          | село                    | ↗243      |
| 5  | Аристово                          | деревня                 | ↘36       |
| 6  | Архангельское                     | посёлок                 | ↘3656     |
| 7  | Бузланово                         | деревня                 | ↘162      |
| 8  | Воронки                           | деревня                 | ↗182      |
| 9  | Гаврилково                        | деревня                 | ↗344      |
| 10 | Глухово                           | деревня                 | ↗291      |
| 11 | Гольёво                           | деревня                 | ↗491      |
| 12 | Грибаново                         | деревня                 | ↗92       |
| 13 | Дачного хозяйства «Архангельское» | посёлок                 | ↗1263     |
| 14 | Дмитровское                       | село                    | ↗602      |
| 15 | Желябино                          | деревня                 | ↗131      |
| 16 | Захарково                         | деревня                 | ↗470      |
| 17 | Ивановское                        | деревня                 | ↘129      |
| 18 | Ильинское                         | село                    | ↘478      |
| 19 | Ильинское-Усово                   | посёлок                 | ↗3656     |
| 20 | Инженерный-1                      | посёлок                 | ↗1134     |
| 21 | Истра                             | посёлок                 | ↘1173     |
| 22 | Козино                            | деревня                 | ↗595      |
| 23 | Коростово                         | деревня                 | ↗247      |
| 24 | Марьино                           | деревня                 | ↗149      |
| 25 | Мечниково                         | посёлок                 | ↗2427     |
| 26 | Михалково                         | деревня                 | ↗39       |
| 27 | Нефедьево                         | деревня                 | ↗31       |
| 28 | Николо-Урюпино                    | село                    | ↗693      |
| 29 | Новый                             | посёлок                 | ↗2237     |
| 30 | Отрадное                          | посёлок городского типа | ↗9445     |
| 31 | Петрово-Дальнее                   | село                    | ↗2001     |
| 32 | Поздняково                        | деревня                 | ↗273      |
| 33 | Путилково                         | посёлок городского типа | ↗27 081   |
| 34 | Сабурово                          | посёлок городского типа | ↗7794     |
| 35 | Светлые Горы                      | посёлок                 | →422      |
| 36 | Степановское                      | деревня                 | ↗95       |
| 37 | Тимошкино                         | деревня                 | ↗102      |

## Общая карта
Легенда карты:
|  | Более 100 000 жителей    |
|  | 50 000—100 000 жителей   |
|  | 20 000—50 000 жителей    |
|  | 5000—10 000 жителей      |
|  | 2000—5000 жителей        |
|  | 1000—2000 жителей        |
|  | 500—1000 жителей         |
|  | Менее 500 жителей        |
|  | Микрорайоны Красногорска |

## Инфраструктура

### Ресурсоснабжение
По небольшому участку на юго-западе округа, возле села Дмитровское и деревни Грибаново проходит нитка 1 Кольцевого газопровода Московской области (КГМО-1), от которой на восток проходит магистральный газопровод-отвод к газораспределительной станции «Архангельское» (возле посёлка Ильинское-Усово) и далее до соединения с Кольцевым газопроводом Москвы.
В селе Ангелово расположена электроподстанция 500 кВ «Западная» Московского энергетического кольца.
Несмотря на близость к Рублёвской станции водоподготовки, водоснабжение значительной части округа осуществляется из подземных источников (артезианская скважин).

### Транспорт
| Номер, название                 | Категория, протяженность, количество полос                       | Комментарий                                                 |
| ------------------------------- | ---------------------------------------------------------------- | ----------------------------------------------------------- |
| М9 «Балтия» (Новорижское шоссе) | магистраль 10 (участок от МКАД до развязки с Ильинским шоссе), 8 | автодорога федерального значения, ФКУ «Центравтомагистраль» |
| 46К-9011 Волоколамское шоссе    | 6 (участок от МКАД до ул. Речной в городе Красногорске), 4       | в населённых пунктах                                        |
| А109 Ильинское шоссе            | 4 (в пределах города Красногорска), 2                            | автодорога федерального значения, ФКУ «Центравтомагистраль» |
| Р111 Пятницкое шоссе            |                                                                  | в населённых пунктах                                        |
| Путилковское шоссе              | 2                                                                |                                                             |
| 46Н-04656 Пенягинское шоссе     | IV, 1,075 км, 2                                                  |                                                             |

Также важное транспортное значение имеет частично проходящая по восточной границе округа Московская кольцевая автомобильная дорога.
В пределах округа через Москва-реку перекинуто несколько мостов: автомобильно-пешеходные Ильинский (возле одноимённого села) и Новорижского шоссе, пешеходный Павшинский, Митинский метромост. В Петрово-Дальнем остатки бывшей плотины используются как пешеходная переправа.
Сама Москва-река судоходна после Рублёвского гидроузла. На участке 191,5 км — 200,0 км (шлюз № 8 — Спасский мост — Павшинский причал) допускается движение судов (составов), имеющих габариты по высоте, не превышающие 10,4 м.
До конца 2018 года многоуровневые развязки имелись только на автомагистрали «Балтия» (в том числе круговая развязка с Ильинским шоссе) и Волоколамском шоссе (расположенная на границе с Москвой эстакада съезда в микрорайон Павшинская Пойма), пока 29 декабря 2018 года на въезде в город Красногорск открылось движение по новой бессветофорной развязке Волоколамского и Ильинского шоссе. Долгое время единственное в округе двухуровневое пересечение с путями Рижского направления Московской железной дороги также располагалось на въезде в город Красногорск. В сентябре 2017 в Нахабино вместо железнодорожного переезда была открыта эстакада на автодороге 46К-9062 «ММК — Павловская Слобода — Нахабино». По состоянию на январь 2020 регулируемые переезды действуют в микрорайонах Опалиха и Аникеевка, а так же в местах пересечения с подъездными путями промышленных предприятий.
В городе Красногорске расположена эксплуатационная площадка филиала «Западный» ГУП Мосгортранс (бывший 12-й автобусный парк). В Нахабино расположено одноимённое депо, арендованное «Центральной пригородной пассажирской компании», обслуживающее линию МЦД-2, рижское и курское направления МЖД.

### Пассажирские перевозки
На территории округа расположены железнодорожные станции Павшино и Нахабино, платформы Пенягино, Красногорская, Аникеевка и Опалиха Рижского направления Московской железной дороги. Пассажирские перевозки обеспечиваются регулярно курсирующими электропоездами линии  Московских центральных диаметров и пригородными электропоездами до станции Шаховская. Также имеется прямое беспересадочное сообщение на Курское направление МЖД до станций Чехов и Серпухов. В рамках проекта МЦД существуют планы по строительству ответвления в районе Павшино в сторону Рублёво-Архангельского с двумя станциями.
На территории округа расположена станция «Мякинино» Арбатско-Покровской линии Московского метрополитена. Часть территории анклава округа, расположенного между Новорижским и Ильинским шоссе, рассматривается как место строительства электродепо «Архангельское» проектируемой Рублёво-Архангельской линии Московского метрополитена.
Существует проект линии легкорельсового транспорта Одинцово – Красногорск – Мякинино. В апреле 2019 года Правительство Московской области выпустило Постановление № 226/12, утвердившее проект планировки и план межевания территории промзоны завода «Союзснаб» для размещения на ней «объектов производственного назначения» для строительства новой железнодорожной линии.

## Экономика
В городском округе расположены головные офисы компаний «Мособлгаз», «Т Плюс», Russ Outdoor, «Т-Платформы», УЦ ГУП МО «МОБТИ», ГУП МО «Московский областной дорожный центр», ГБУ МО «Мосавтодор», Major City Новая Рига. На территории округа, примыкающей к МКАД, работают многочисленные гипермаркеты, а также торгово-выставочный комплекс «Крокус-Сити».

## Здравоохранение
В посёлке Новом расположено ФГБУ «3 Центральный Военный Клинический Госпиталь им. А.А. Вишневского» Министерства обороны Российской Федерации, в черте города Красногорска действует его Филиал №1, бывший 5-й Центральный военный клинический госпиталь ВВС.
На территории бывшей усадьбы Степановское возле одноимённой деревни расположена Московская городская онкологическая больница № 62.
Существуют планы по строительству областной детской больницы.

## Органы местного самоуправления
Структуру органов местного самоуправления городского округа составляют:
- Совет депутатов городского округа (представительный орган муниципального образования),
- глава городского округа,
- администрация городского округа (исполнительно-распорядительный орган муниципального образования),
- контрольно-счётная палата городского округа.

### Территориальное деление
В структуру администрации городского округа входят пять территориальных отделов: Красногорск, Нахабино, Павшинская Пойма, Отрадненское, Ильинское. Ранее выделялись три территориальных управления, которые по своей подчинённой территории совпадали с упразднёнными сельскими поселениями Ильинское, Отрадненское и городским поселением Нахабино.

### Глава городского округа
В 2021 году главой городского округа стал Волков Дмитрий Владимирович.
| 1 | Сапунов, Михаил Васильевич        | 9 января 2017 — 24 января 2017 года                                      |
| 2 | Хабиров, Радий Фаритович          | 25 января 2017 — 11 октября 2018 года                                    |
| - | Киреев, Михаил Юрьевич            | врио 12 октября 2018 — 13 декабря 2018 г.                                |
| 3 | Хаймурзина, Эльмира Абдулбариевна | 14 декабря 2018 — 25 марта 2021                                          |
| 4 | Спасский, Алексей Петрович        | с 29 апреля 2021 года - 8 октября 2021 года                              |
| 5 | Волков Дмитрий Владимирович       | с 2021 года (с 28 декабря (врио с 12 ноября) 2021 года) — по наст. время |

### Совет депутатов
15 депутатов по избирательным округам
Выборы депутатов первого созыва состоялись 9 сентября 2017 года. Выборы были примечательны участием в них борца смешанных единоборств Джеффа Монсона, избравшемуся в Совет по партийным спискам от «Единой России».
В общественную палату округа входят в том числе проживающий в Красногорске Народный артист России Дмитрий Харатьян, двукратная олимпийская чемпионка Светлана Ишмуратова, тренер футбольного клуба «Зоркий» Сергей Юран, депутат Госдумы VI созыва Мария Кожевникова, основатель Музея техники Вадим Задорожный, Заслуженный артист России Валерий Меладзе, ведущий телепрограммы «Чрезвычайное происшествие» Марат Сетдиков.

## Галерея
- Дом Правительства Московской области
- Управление Федеральная служба судебных приставов по Московской области
- Здание Красногорского городского суда, до 2017 года — здание администрации городского поселения Красногорск